# Жідлоховіце
Жідлоховіце (чеськ. Židlochovice, (нім. Groß Seelowitz) — місто Південноморавського краю Чехії в історичному регіоні Моравія.
Розташований в долині річки Діє (Тайя) за 18 км на південь від Брно і за 196 км на південний схід від Праги, на місці злиття річок Літава та Свратка, біля підніжжя високого пагорба (355 м).

## Історія
Археологічні розкопки відносять виникнення Жидлоховиці до ранньослов'янських часів. Перша письмова згадка зустрічається в 1237 в документі Вацлава I. Поселення було побудовано на Янтарному шляху, що з'єднує Середземне море і узбережжя Балтійського моря. До 1918 входив до складу Австрійської імперії.

## Визначні пам'ятки
- Замок XIV століття з парком в англійському стилі, який був закладений на початку XVIII століття.
- Ратуша (1559)
- Церква Вознесіння Святого Хреста (1724—1730)
- Підвісний міст через річку Свратка (однопролітний, з прольотом 51 м, підвішений на похилому пілоні).